# Marinella (Napels)

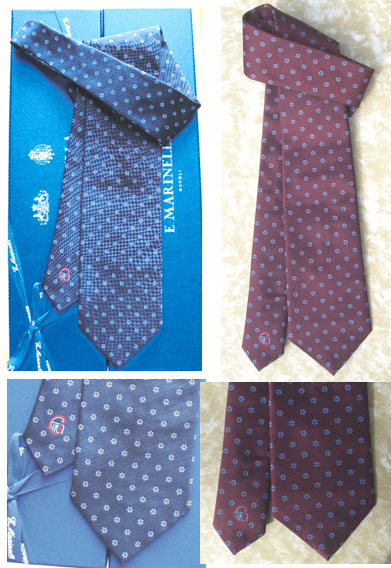
Marinella

Marinella is een Italiaanse winkel in de chique wijk Chiaia in Napels. Het familiebedrijf verkoopt voornamelijk kwaliteitsdassen, maar ook schoenen, sjaals, portemonnees, eau de toilette en horloges. Marinella verkoopt ook andere merken zoals Fedelli-polo's en truien.
De huidige eigenaar is Maurizio Marinella, uit de derde generatie dassenmakers. De winkel werd opgezet in 1914 en sindsdien is er weinig veranderd, op het inmiddels uitgebreide assortiment na. 
Bekende personen als John F. Kennedy, Gerhard Schröder, Jeltsin, Bill Clinton, François Mitterrand en Gorbatsjov hebben Marinella al eens opdracht gegeven dassen voor hen te maken.